# 403
| 403                |
| ------------------ |
| Dødsfald - Fødsler |
|                    |

| Gregoriansk kalender | 403 CDIII               |
| Ab urbe condita      | 1156                    |
| Armensk kalender     | I/T                     |
| Kinesiske kalender   | 3099 – 3100 壬寅 – 癸卯 |
| Etiopisk kalender    | 395 – 396               |
| Jødisk kalender      | 4163 – 4164             |
| Hindukalendere       |                         |
| - Vikram Samvat      | 458 – 459               |
| - Shaka Samvat       | 325 – 326               |
| - Kali Yuga          | 3504 – 3505             |
| Iransk kalender      | 219 BP – 218 BP         |
| Islamisk kalender    | 226 BH – 225 BH         |

Se også 403 (tal)

## Begivenheder

### Europa
- Theodosius, (født 401) er årets consul i øst, mens generalen Flavius Rumoridus er consul i vest.
- Kejser Honorius holder triumftog i Rom i anledning af sejren over goterne. Det er det sidst kendte triumftog i byen.

### Religion
- På et politisk styret synode ("ege-synodet") bliver biskop Johannes Chrysostomos af Konstantinopel afsat og forvist fra byen. Hans tilhængere laver optøjet, og et jordskælv i byen bliver tolket som himmelsk utilfredshed, hvorefter han bliver genindsat i embedet.

## Dødsfald
- Epiphanius af Salamis, biskop af Salamis på Cypern (nær Farmagusta).